# Gian Francesco Giudice
Gian Francesco Giudice, né le 25 janvier 1961 à Padoue, en Italie, est un physicien théoricien qui travaille au CERN à Genève. Il s'intéresse particulièrement aux domaines de la physique des particules et de la cosmologie.

## Biographie
Après s'être diplômé en physique à l'Université de Padoue en 1984, Giudice a obtenu en 1988 son doctorat en physique théorique à l'École internationale supérieure d'études avancées (SISSA) de Trieste. De 1988 à 1990 il a travaillé  au sein du groupe de physique théorique de Fermilab près de Chicago. De 1990 à 1992, il a été chercheur au Département de Physique de l'Université du Texas à Austin, dans le groupe du Prof. Steven Weinberg, prix Nobel en 1979. Il a ensuite été nommé chercheur à l'Institut National de Physique Nucléaire (INFN) en Italie et en 1993 il s'établit au CERN à Genève, où il est actuellement chef du département de physique théorique. Académicien de l'Académie des Lyncéens, de l'Institut Vénétien des Sciences, Lettres et Beaux-Arts et de l'Académie Galiléenne, il a reçu le titre de Jacques Solvay Chair pour la physique (2013), Distinguished Visiting Research Chair à l'Institut Périmètre de physique théorique (2019), Sackler Distinguished Lecturer à l'Université de Tel Aviv (2020), Chandrasekhar Lecturer au Tata Institute of Fundamental Research (2022), Erwin-Schrödinger Professor à l'Université de Vienne (2023).

## Activité de recherche
L'activité de recherche de Giudice se concentre sur la formulation de nouvelles théories qui élargissent les connaissances actuelles des interactions des particules élémentaires à distances toujours plus petites. En outre il étudie comment la théorie des particules élémentaires puisse s'appliquer à la cosmologie  et décrire les étapes primordiales de l'univers. Ses résultats plus importants sont dans les domaines de la supersymétrie, des dimensions supplémentaires, de la physique des interactions électrofaibles, de la physique des accélérateurs de particules, de la matière noire, et de la leptogénèse. En collaboration avec le physicien Riccardo Barbieri il a proposé un critère généralement utilisé pour évaluer le degré de naturalité d'une théorie supersymétrique qui réalise la brisure de la symétrie électrofaible. Il est aussi l'un des inventeurs du mécanisme de Giudice-Masiero, qui est la principale explication du problème Mu dans les théories de supergravité. Il a donné importantes contributions à la formulation de la théorie de Gauge Mediation et il est coauteur des premiers articles qui ont proposé les théories de Anomaly Mediation et Split Supersymmetry. Il a aussi proposé une méthode pour calculer les effets quantiques dans les théories avec brisure de supersymétrie avec un prolongement analytique dans le superespace. Très connu et utilisé dans les études pour LHC est sa méthode  pour décrire les interactions des gravitons dans les théories avec dimensions supplémentaires. Il est également un des créateurs du concept de Minimal Flavor Violation, qui permet de caractériser les effets de transition  de saveur dans les nouvelles théories de physique des particules. Après la découverte du boson de Higgs, il a calculé la probabilité que le vide se désintègre par effet tunnel quantique, en trouvant le surprenant résultat que l'univers est dans un état critique qui terminera avec un effondrement cosmique.

## Soutien des projets avec accélérateurs de particules
Giudice a activement participé à plusieurs études sur la potentialité des accélérateur de particules, en soutenant différents projets au CERN et dans autres laboratoires internationaux. Il a coordonné groupes d'étude pour LEP, Tevatron, Neutrino Factory, LHC, CLIC, SuperB et a participé dans le comité qui a examiné la sécurité des collisions de particules à LHC. Il a été membre du Comité pour les experiments LHC (LHCC), qui examine l'activité des groupes expérimentaux à LHC, du Comité européen pour les futurs accélérateurs (ECFA), le corps consultatif pour la planification à long terme des structures pour la recherche dans la physique des hautes énergies en Europe, du groupe préparatoire de la stratégie européenne 2020 pour la physique des particules, et de nombreux comités consultatifs dans instituts de recherche du monde entier.

## Vulgarisation scientifique
Au-delà de la recherche, Giudice est engagé dans la vulgarisation scientifique, tenant souvent des conférences publiques sur la physique des particules et des sujets liés, et participant à des festivals et autres événements scientifiques. Il est l'auteur de L'Odyssée du Zeptoespace, un ouvrage de vulgarisation sur la physique de LHC, qui a été finaliste au Prix Littéraire Galileo 2012 et au Prix Pianeta Galileo 2013. Le livre a été publié en anglais, italien, allemand, espagnol, coréen et français.